# Faucaria tuberculosa
Faucaria tuberculata je sočnica iz družine ajzojevk Aizoaceae. Prvi opis je naredil Rolfe leta 1916, vendar je leta 1926 Gustav Schwantes rastlino iz rodu Mesembryanthemum prestavil v rod Faucaria. Družina Aizoaceae spada v razred dvokaličnic, rastline iz te družine pa so znane tudi pod imenom živi kamenčki. Družina vsebuje 135 rodov in okoli 1900 vrst.
Njihova rastišča so v južni Afriki v pokrajinah Eastern Cape na področju polpuščave Karoo. Rastline rastejo najpogosteje med nizkim grmičevjem na skalnatih obrobjih.
Ime Faucaria izhaja iz latinske besede fauca - grlo ali žrelo, zato nekateri rastline iz rodu Faucaria imenujejo žrelnice. Ime (Faucaria) tuberculosa izhaja verjetno iz latinske besede tubercula kar pomeni majhen izrastek oziroma bradavico. Po teh belih izrastkih na zgornjih delih listov je najbolj prepoznavna med žrelnicami.
Znana imena: Tiger Jaws - tigrovo žrelo
Rastlina spada v skupino CAM (crassulaceae acid metabolism) rastlin pri katerih se podnevi vrši fotosinteza, ponoči pa izmenjava plinov. Na ta način rastlina ohrani več vode in je bolj obstojna v suhem podnebju.

## Opis rastline
Rastlina zraste do 10 cm v višino. Ima sočne korenine. Pri nekaterih starejših rastlinah se korenine pojavijo kot zadebeljeni rizomi, pri ostalih pa so sočne koničaste korenine.
Listi so zelo sočni, ovalno trikotne oblike, temno zelene barve. Po zgornji strani listov so raztreseni beli izrastki, ki preidejo na robovih listov v konice in izgledajo kot zobje, ki so na koncu skoraj nitkasti. Listi rastejo večinoma 2 ali 4 parno in to vedno pravokotno na obstoječe liste.
Cvetovi so zvonaste oblike, velikosti do 4 cm premera in so rumene barve. Lahko imajo do 200 venčnih listov. Rastejo iz sredine rozet. Rumeni prašniki so pogosto na dnu bele barve. Čas cvetenja je v jeseni, če pa raste v dobrih pogojih, pa lahko tudi pozimi. Cvet se odpre okrog poldneva in zapre pozno popoldne. Da se cvetovi popolnoma odprejo, je potrebno dovolj sončne svetlobe.
Plod je kratek, zvonaste oblike in premera okoli 10 mm. Odpira in zapira se glede na vsebnost vlažnosti v zraku, običajno se plod popolnoma odpre v dežju. Tako rastlina preprečuje izpust semen v sušnem obdobju. Periodično odlaganje semen omogoča rastlini preživetje v sušnih življenjskih pogojih.

## Gojenje
Gojenje ni zahtevno. Goji se v rastlinjakih, vendar v zasenčeni legi. Poleti je potrebno zmerno zalivanje, torej ne prepogosto, v zimskem času pa naj prezimi v suhem in svetlem prostoru nad 5 °C, z rahlim zalivanjem na 14 dni. 
Razmnožuje se setvijo semen, najbolje v oktobru. Optimalna temperatura za kaljenje semen je 18-27 °C
Tako kot pri nekaterih drugih opoldnevnicah (Mesembrianthemaceae) se tudi pri nekaterih žrelnicah v času, ko jim primanjkuje vode, zgodi, da steblo odmre in to prekine korenino z živim tkivom. Take vršičke lahko uporabimo kot potaknjence.

## Vrste
Faucaria acutipetala L.Bolus

Faucaria albidens N.E.Br.

Faucaria bosscheana Schwantes

Faucaria britteniae L.Bolus

Faucaria candida L.Bolus

Faucaria coronata L.Bolus

Faucaria cradockensis L.Bolus

Faucaria crassisepala L.Bolus

Faucaria duncanii L.Bolus

Faucaria felina Schwantes

Faucaria grandis L.Bolus

Faucaria gratiae L.Bolus

Faucaria haagei Tisch.

Faucaria hooleae L.Bolus

Faucaria jamesii L.Bolus ex Tisch.

Faucaria kendrewensis L.Bolus

Faucaria kingiae L.Bolus

Faucaria latipetala L.Bolus

Faucaria laxipetala L.Bolus

Faucaria lesliei Graessn.

Faucaria longidens L.Bolus

Faucaria longifolia L.Bolus

Faucaria lupina Schwantes

Faucaria militaris Tisch.

Faucaria montana L.Bolus

Faucaria multidens L.Bolus

Faucaria nemorosa L.Bolus ex L.E.Groen

Faucaria paucidens N.E.Br.

Faucaria peersii L.Bolus

Faucaria plana L.Bolus

Faucaria ryneveldiae L.Bolus

Faucaria smithii L.Bolus

Faucaria speciosa L.Bolus

Faucaria subindurata L.Bolus

Faucaria subintegra L.Bolus

Faucaria tigrina Schwantes

Faucaria uniondalensis L.Bolus